# 強烈ロマンス
「強烈ロマンス」（きょうれつロマンス）は及川光博と忌野清志郎から構成されるミツキヨのシングル。2002年10月30日、イーストウエスト・ジャパン/TRANITASから発売。

## 概要
及川光博と忌野清志郎がミツキヨとしてコラボレーションしたシングル。

## 収録曲
作詞：及川光博　作曲：忌野清志郎・及川光博　編曲：忌野清志郎・及川光博・KANAME・宮川剛
1. 強烈ロマンス　(5:03)
2. 花びらのように　(5:51)
3. 強烈ロマンス （This Year's Mix）　(4:44)
柚木隆一郎によるリミックス

## 収録アルバム
(#1)
- 『流星』／及川光博（オリジナル・アルバム）
- 『博』／及川光博（ベスト・アルバム）

(#2)
- 『流星』／及川光博（オリジナル・アルバム）
- ※モノローグバージョン

(#3)
- アルバム未収録